# Yuta Shimomura
Yuta Shimomura (下村 悠太 Shimomura Yuta?, nacido el 1 de mayo de 1990 en Tokio) es un exfutbolista japonés. Jugaba de centrocampista y su último club fue el FC Ryukyu de Japón.

## Trayectoria

### Clubes
| Club                 | País  | Año         |
| -------------------- | ----- | ----------- |
| AC Nagano Parceiro   | Japón | 2013 - 2014 |
| Japan Soccer College | Japón | 2014        |
| FC Maruyasu Okazaki  | Japón | 2015        |
| FC Ryukyu            | Japón | 2015        |

## Estadística de carrera

### J. League
| Club               | Año   | J. League | J. League | Copa J. League | Copa J. League | Total | Total |
| Club               | Año   | Part.     | Goles     | Part.          | Goles          | Part. | Goles |
| ------------------ | ----- | --------- | --------- | -------------- | -------------- | ----- | ----- |
| AC Nagano Parceiro | 2014  | 0         | 0         | -              | -              | 0     | 0     |
| FC Ryukyu          | 2015  | 5         | 0         | -              | -              | 5     | 0     |
| Total              | Total | 5         | 0         | 0              | 0              | 5     | 0     |